# Carlos Alberto Ricardo
Carlos Alberto Ricardo (1950), conhecido como Beto Ricardo, é um pioneiro do meio ambiente brasileiro. Recebeu o Prémio Ambiental Goldman em 1992 pela sua contribuição à política ambiental no Brasil.
Foi um dos fundadores do Centro Ecumênico de Documentação e Informação (Cedi), criou e editou a série Povos Indígenas no Brasil junto com Fany Ricardo.
Fundou diversas organizações, como o Instituto Socioambiental (ISA), o Instituto Atá e a Rede Amazônica de Informação Socioambiental Georreferenciada (Raisg).

## Obras

### Livros
- Uma enciclopédia nos trópicos: Memórias de um socioambientalista (2024)

### Audiovisual
- Somos 1 só (2011)
- Xingu: A luta dos Povos pelo Rio (2010)

## Prêmios e homenagens
- 1992 - Prêmio Ambiental Goldman pela sua contribuição à política ambiental no Brasil[1]